# Penelope marail
La pava marail o pava bronceada (en Venezuela) (Penelope marail), es una especie de ave galliforme en la familia Cracidae. Es nativa del escudo guayanés y del noreste de la cuenca amazónica en América del Sur. 

## Distribución y hábitat
Se distribuye desde el este de Venezuela al sur del río Orinoco, Guyana, Surinam, Guayana francesa y norte de Brasil al norte del río Amazonas y al este del río Branco.
Su hábitat natural es el bosque tropical o subtropical húmedo de tierras bajas.